# Leptotarsus (Phymatopsis) albidipes
Leptotarsus (Phymatopsis) albidipes is een tweevleugelige uit de familie langpootmuggen (Tipulidae). De soort komt voor in het Australaziatisch gebied.